# Alfa 68
Alfa 68 är en äppelsort som är resultatet av en korsning av Belle de Boskoop och Filippa. Äpplet släpptes på marknaden 1953. Köttet är fast, och äpplet mognas i skiftet november-december. Äpplets skal är grönaktigt. I Sverige odlas Alfa 68 gynnsammast i zon I-II. Alfa 68 har en tetraploid s-gensuppsättning, vilken är S2 S3 S5 S?. Frågetecknet i slutet betyder att dess sista s-gen är okänd.
Tetraploida äpplesorter: Mycket forskning om tetraploida äpplesorter utfördes i mitten av 1900-talet vid växtförädlingsanstalterna Alnarp och Balsgård. Syftet var att få fram starkväxande träd. De flesta äpplena vägde 200-300 gram och ansågs vara för stora.

### Fotnoter
1. ↑  ”Alfa 68”. Äppelappen. Nordiska museet. Arkiverad från originalet den 3 juni 2015. https://web.archive.org/web/20150603170819/http://appelappen.nordiskamuseet.se/start/#/tab/apple/127. Läst 14 oktober 2014.
2. ↑  Medlemsbladet Pomologen. Nr 4-2007. Sida 26.
3. ↑  SPF årsskrift, olika årgångar.